# CCR9
CCR9 (англ. C-C motif chemokine receptor 9) – білок, який кодується однойменним геном, розташованим у людей на короткому плечі 3-ї хромосоми.  Довжина поліпептидного ланцюга білка становить 369 амінокислот, а молекулярна маса — 42 016.
| 10         |  | 20         |  | 30         |  | 40         |  | 50         |
| ---------- |  | ---------- |  | ---------- |  | ---------- |  | ---------- |
| MTPTDFTSPI |  | PNMADDYGSE |  | STSSMEDYVN |  | FNFTDFYCEK |  | NNVRQFASHF |
| LPPLYWLVFI |  | VGALGNSLVI |  | LVYWYCTRVK |  | TMTDMFLLNL |  | AIADLLFLVT |
| LPFWAIAAAD |  | QWKFQTFMCK |  | VVNSMYKMNF |  | YSCVLLIMCI |  | SVDRYIAIAQ |
| AMRAHTWREK |  | RLLYSKMVCF |  | TIWVLAAALC |  | IPEILYSQIK |  | EESGIAICTM |
| VYPSDESTKL |  | KSAVLTLKVI |  | LGFFLPFVVM |  | ACCYTIIIHT |  | LIQAKKSSKH |
| KALKVTITVL |  | TVFVLSQFPY |  | NCILLVQTID |  | AYAMFISNCA |  | VSTNIDICFQ |
| VTQTIAFFHS |  | CLNPVLYVFV |  | GERFRRDLVK |  | TLKNLGCISQ |  | AQWVSFTRRE |
| GSLKLSSMLL |  | ETTSGALSL  |  |            |  |            |  |            |

A: Аланін

C: Цистеїн

D: Аспарагінова кислота

E: Глутамінова кислота

F: Фенілаланін

G: Гліцин

H: Гістидин

I: Ізолейцин

K: Лізин

L: Лейцин

M: Метіонін

N: Аспарагін

P: Пролін

Q: Глутамін

R: Аргінін

S: Серин

T: Треонін

V: Валін

W: Триптофан

Кодований геном білок за функціями належить до рецепторів, g-білокспряжених рецепторів, білків внутрішньоклітинного сигналінгу. 
Задіяний у таких біологічних процесах як поліморфізм, альтернативний сплайсинг. 
Локалізований у клітинній мембрані, мембрані.